# St. Adalbert (Magdeburg)

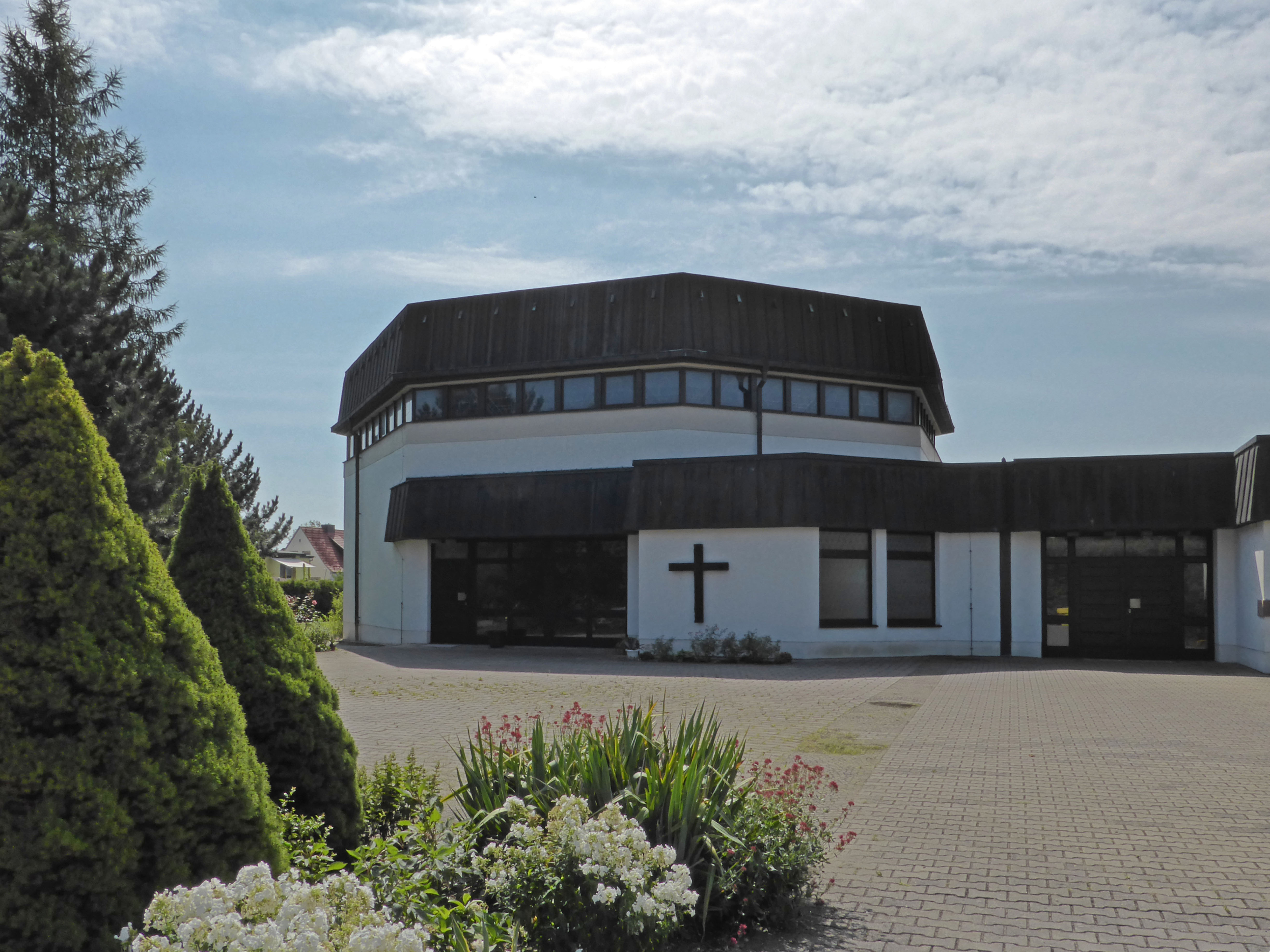
St.-Adalbert-Kirche

Sankt Adalbert ist die katholische Kirche im Magdeburger Stadtteil Reform. Sie ist die einzige Kirche im Bistum Magdeburg, die nach dem heiligen Adalbert von Magdeburg, dem ersten Bischof des Bistums Magdeburg, benannt ist. Das Gotteshaus gehört zur Pfarrei St. Sebastian im Dekanat Magdeburg.

## Geschichte
Im Rahmen eines kirchlichen Sonderbauprogramms in der DDR begann 1984 mit finanzieller Unterstützung der Diözese Paderborn, zu der Magdeburg damals gehörte, der Bau der St.-Adalbert-Kirche im Süden Magdeburgs. Bereits 1983 war die Grundsteinlegung erfolgt. Die Kirche wurde am 10. November 1985 vom Magdeburger Bischof Johannes Braun geweiht. Im Altar der Kirche wurden Reliquien des heiligen Burchard I. von Halberstadt eingebettet.
Am 1. April 2006 wurde der Gemeindeverbund Magdeburg Mitte errichtet, der die Kirchengemeinden St. Adalbert, St. Johannes Baptist, St. Norbert und St. Sebastian umfasste. Zu diesem Zeitpunkt gehörten der Pfarrei St. Adalbert rund 670 Katholiken an. Am 2. Mai 2010 entstand aus dem Gemeindeverbund die heutige Kathedralpfarrei St. Sebastian. Auch die St.-Marienstift-Kapelle gehört heute zu dieser Pfarrei.

## Bauwerk

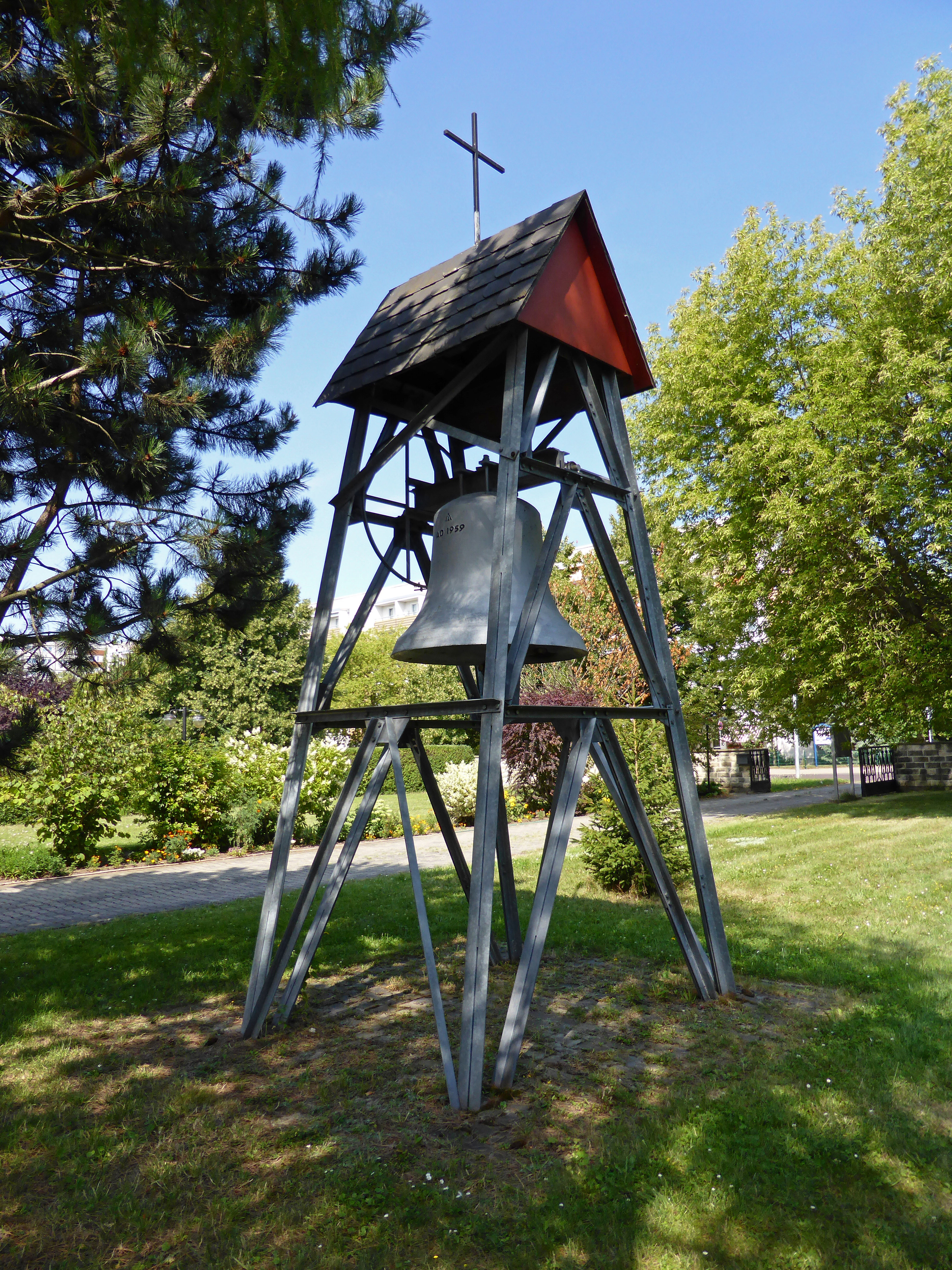
Glockenstuhl

Die Kirche ist ein achteckiger Hallenbau mit abgewalmten Kupferdach. Im Gegensatz zur ein Jahr zuvor erbauten Magdeburger St.-Mechthild-Kirche bekam die St.-Adalbert-Kirche aus Kostengründen keinen Keller. Seit 1993 steht vor der Kirche ein kleiner freistehender Glockenstuhl mit einer 1959 gegossenen Glocke.